# Таримське пустельне шосе

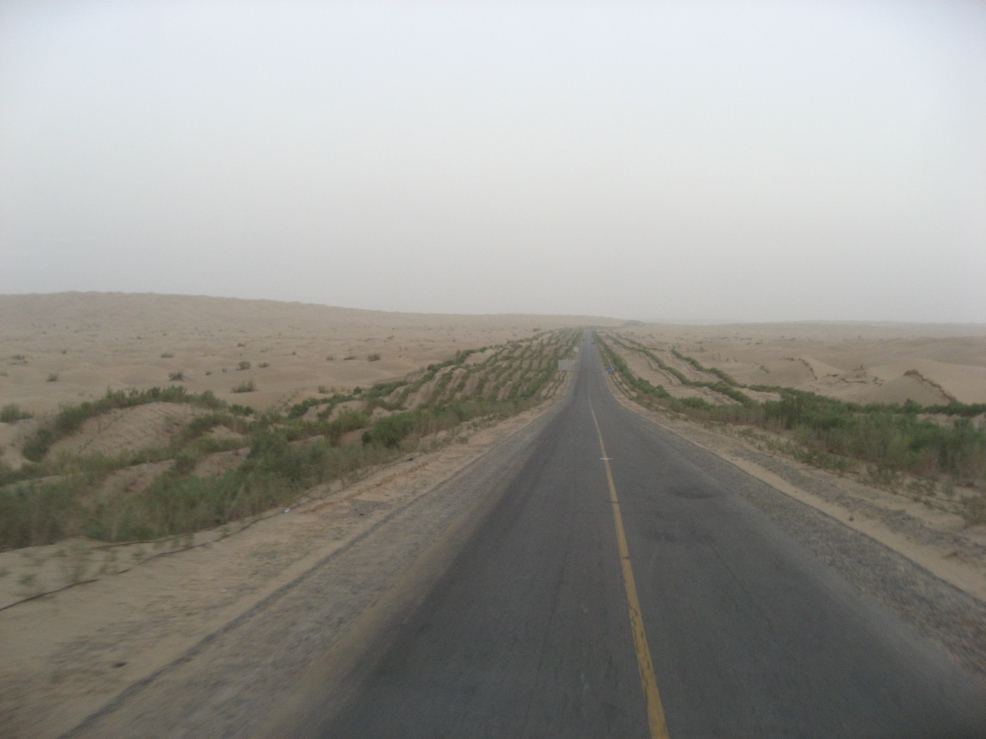
Пустельний відрізок шосе

Таримське пустельне шосе — шлях крізь пустелю Такла-Макан у Китаї, загальною довжиною у 522 км та довжиною пустельної ділянки — 446 км. Шосе дозволяє перетнути пустелю по діагоналі приблизно за 1 день.

## Будівництво
Будівництво тривало з 1993 по 1995 роки, вартість прокладання одного кілометра в середньому становила 14 млн доларів. Шосе є одним із визначних за складністю інженерних проєктів. Дорога проходить крізь місця в пустелі з температурами понад 50°, після спорудження шосе виникла проблема його засипання піском.

### Озеленення
Задля уникнення пересипань ділянок дороги піщаними дюнами, у 1999 році, ділянки обабіч у 6,3 км експериментально було засаджено посухостійкими рослинами, а 2001 року засадили вже 30,8 км узбіччя. Для росту рослин в умовах пустелі створили складну систему поливу, використовуючи надмірно мінералізовану воду підземних скважин. Незважаючи на високу мінералізацію цих води, кущові насадження змогли вкоренитися і стали утворювати захисну смугу шириною близько 70 м. Іригаційні станції обслуговують робітники, які підписують контракт на 2 роки, живучи вздовж дороги.

## Значення
Окрім сполучення між містечками Нія у повіті Міньфен та Бугур в однойменному повіті, шосе використовується як доступ до родовищ Таримського басейну, багатого на поклади газу та нафти.